# Hosszúfarkú gyík
A hosszúfarkú gyík (Takydromus sexlineatus) a hüllők (Reptilia) osztályába, a pikkelyes hüllők (Squamata) rendjébe, és a nyakörvösgyíkfélék (Lacertidae) családjába tartozó faj.

## Elterjedése
A hosszúfarkú gyík Délkelet-Ázsiában, illetve Indiában, Kínában őshonos.
Az ocellatus alfaj Dél-Kínában, Észak-Burmában és Észak-Malajziában fordul elő.

## Megjelenése
A hosszúfarkú gyík könnyen felismerhető megnyúlt farka miatt. Színe lehet barnás, krémszínű, fehér, vagy zöldes színű is, gyakran barna csíkokkal. Általában kis feje, hegyes orra, és sötét, vagy rózsaszín nyelve van. Testén végig sima, hosszúkás, vékony, kicsi pikkelyek futnak a nyakától a farkáig. A hímeket a nőstényektől úgy különböztethetjük meg, hogy a hímeknek fehér folt van az oldalukon, míg a nőstényekén nem. A felnőtték 30 cm-esre nőnek meg, és a farkuk háromszorosa a testük hosszának.

## Életmódja
Nappal aktívak, a gyíkokra jellemzően ők is sütkéreznek a napon reggelenként. Ha egy ragadozó közelít hozzájuk, először mozdulatlanak maradnak, majd ha a veszély továbbra is fenn áll, gyorsan beszaladnak a lombok közé. Mindkét nemnél megfigyelhető a kézlebegtetés, mint egymás üdvözlése. Mozgékonyak, gyorsak.

## Táplálkozása
Kis rovarokkal, például legyekkel táplálkozik.

## Fordítás
- Ez a szócikk részben vagy egészben  a   Takydromus sexlineatus című angol Wikipédia-szócikk fordításán alapul.  Az eredeti cikk szerkesztőit annak laptörténete sorolja fel. Ez a jelzés csupán a megfogalmazás eredetét és a szerzői jogokat jelzi, nem szolgál a cikkben szereplő információk forrásmegjelöléseként.